# Узкоколейная железная дорога торфопредприятия «Ларьян»
Узкоколейная железная дорога торфопредприятия «Ларьян» — торфовозная железная дорога, с колеёй 750 мм, в Ленинградской области, максимальная длина 36 км, эксплуатируется в настоящее время 8 км. Год открытия — 1939. Грузовое движение.

## История
Торфопредприятие «Ларьян» находится в посёлке Красава в Ленинградской области, дата основания торфопредприятия — начало 1930-х. Ориентировочная дата открытия узкоколейной железной дороги в 1939 году, первая линия соединила город Бокситогорск с торфомассивами. Вскоре железная дорога получила развитие и была построена линия, ведущая на торфомассив, расположенный севернее нынешнего посёлка Красава. В 1951 году открыт участок узкоколейной железной дороги Красава — Перегрузочная (Тихвин).

### Современное состояние
В 2002 году было принято решение о ликвидации линии узкоколейной железной дороги Тихвин — Перегрузочная, разборка линии Красава — Перегрузочная началась в 2003 году и закончилась в 2004 году. Узкоколейная железная дорога в 2006 году работала. Протяжённость узкоколейки сократилась до минимума, регулярно курсирует рабочий поезд от станции Красава до полевой базы. Протяжённость главного хода от станции Красава до полевой базы составляет 6 километров, с учётом всех путей протяжённость узкоколейки 8 километров. Переход на автомобильный вывоз торфа пока не признаётся целесообразным.
По состоянию на 2012 год дорога работает круглогодично и ежедневно, грузовое движение транспортировка торфа и перевозка рабочих к торфяникам. Торфопредприятие «Ларьян» (Тихвин-торф) производит: сельскохозяйственный торф, топливный торф, а также широкий ассортимент продукции на торфяной основе .
По сообщениям работников депо, с 2016 года торф вывозится по узкоколейке нерегулярно, в основном, она работает как грузовая (возит на поля и обратно технику, рабочих). Движение перестало быть ежедневным, пути сильно заросли травой.

## Подвижной состав
Локомотивы:
- ТУ6А — № 3227, 3134
- ЭСУ2А — № 623

Вагоны:
- Полувагоны для торфа УМВ
- Платформы
- Цистерны ВЦ20
- Вагон транспортёр для перевозки крупногабаритной торфодобывающей техники.

Путевые машины:
- Плужный снегоочиститель
- Путеукладчики ППР2МА